# Czyrwonaja Dubrawa
Czyrwonaja Dubrawa (biał. Чырвоная Дубрава; ros. Чирвоная Дубрава, Czirwonaja Dubrawa) – wieś na Białorusi, w obwodzie mińskim, w rejonie kopylskim, w sielsowiecie Siemieżewo.
Współcześnie miejscowość składa się z dawnych wsi Mokrany Stare (także Mokrany; biał. Макраны, Makrany; ros. Мокраны, Mokrany) i Zadworje oraz majątku Mokrany.

## Historia
W XIX i w początkach XX w. położone były w Rosji, w guberni mińskiej, w powiecie słuckim, w gminie Kijewicze. Należały do Wojniłłowiczów.
Po I wojnie światowej pod administracją polską, w Zarządzie Cywilnym Ziem Wschodnich, w okręgu mińskim, w powiecie słuckim.
Wyznaczona w traktacie ryskim granica polsko-sowiecka podzieliła Mokrany. Mokrany Nowe przypadły Polsce, natomiast Mokrany Stare, Zadworje oraz majątek ziemski (folwark) Mokrany sowietom. W dwudziestoleciu międzywojennym miejscowości leżały przy granicy z Polską. Mieściła się tutaj strażnica Mokrany Wojsk Pogranicznych NKWD.

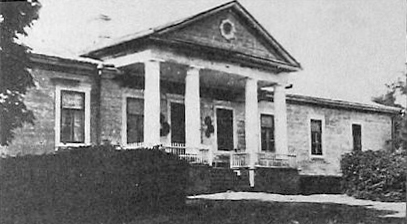
Dwór Wojniłłowiczów w dwudziestoleciu międzywojennym

Od 1991 w niepodległej Białorusi.